# Psychotria sulcata
Psychotria sulcata är en måreväxtart som beskrevs av Nathaniel Wallich och Joseph Dalton Hooker. Psychotria sulcata ingår i släktet Psychotria och familjen måreväxter. Inga underarter finns listade i Catalogue of Life.